# Yoshikatsu Ashikaga
Yoshikatsu Ashikaga (jap. 足利義勝 Ashikaga Yoshikatsu; ur. 19 marca 1434, zm. 16 sierpnia 1443) – siódmy siogun z siogunatu Ashikaga. Sprawował władzę w okresie Muromachi w latach 1442 do 1443. Był synem szóstego sioguna Yoshinori Ashikagi.

## Rządy Yoshikatsu[2]
W 1441 Yoshinori zginął z ręki Akamatsu Mitsusuke. Wkrótce potem postanowiono, że jego następcą zostanie Yoshikatsu, co zostało oficjalnie potwierdzone rok później. Yoshikatsu został siogunem mając tylko osiem lat. Panował tylko dwa lata, bo w 1443 spotkał go nieszczęśliwy wypadek: 16 sierpnia spadł z konia podczas przejażdżki. Ciężko ranny, zmarł tego samego dnia. Jego ośmioletni brat Yoshinari został ogłoszony siogunem. Kilka lat później zmienił imię na Yoshimasa, pod którym przeszedł  do historii.

## ErabakufuYoshikatsu
Lata rządów siogunów dzielone są na ery zwane nengō.
- Kakitsu  (1441-1444)